# Марачевка (Хмельницкая область)
Марачевка (укр. Марачівка) — село в Славутском районе Хмельницкой области Украины.
Население по переписи 2001 года составляло 405 человек. Почтовый индекс — 30019. Телефонный код — 3842. Занимает площадь 2,35 км². Код КОАТУУ — 6823985201.

## Местный совет
30019, Хмельницкая обл., Славутский р-н, с. Марачевка